# 鈴木克馬
鈴木 克馬（すすきかつま、1966年4月16日 - ）は、静岡県静岡市(旧清水市)出身の清水エスパルスのホームゲームのスタジアムDJなどを務めるローカルタレント。2023年シーズンをもって清水のスタジアムDJを退任した。

## 人物
九州東海大学農学部畜産学科出身。
プロゴルファーを目指し中九州カントリークラブ入所。その後静岡に帰り演劇・タレント活動を開始。1997年から清水エスパルスオフィシャルDJとなる。2002 FIFAワールドカップでは、静岡スタジアム エコパでの3試合の場内MCを担当した。実家は静岡市内で精肉店を営んでいる。

## 現在の出演番組
- 月刊エスパルスTV（SBS静岡放送）

## CM
- 駿河屋静岡本店（2016年）